# Список вулиць Львова (А)
Список усіх вулиць Львова, що починаються на літеру А.
У списку вулиці подані за алфавітом. Назви вулиць на честь людей відсортовані за прізвищем і подаються у форматі Прізвище Ім'я і/або Посада. Якщо вулиця названа за цілісним псевдонімом або прізвиськом, то сортування відбувається за першої літерою псевдоніма або імені, тобто Лесі Українки — на літеру Л, Марка Вовчка, Марка Черемшини — на М, Олени Пчілки — на О, Панаса Мирного — на П, Янки Купали — на Я тощо.
Колір фону у списку залежить від типу урбаноніма.
| Назва                          | Тип    | Колишні назви | Район                   | Місцевість           | Рік затв. | Джерела          |
| ------------------------------ | ------ | --- | ----------------------- | -------------------- | --------- | ---------------- |
| Авіаційна                      | вулиця | | Залізничний             | Скнилівок            | 1958      | ВЛ, ГМ, Л        |
| Автобудівельників              | проїзд | | Залізничний             | Рясне                |           | ГМ, Л            |
| Агабек-Заде Мохамеда           | вулиця | Бічна Бакинська | Залізничний             | Сигнівка             | 1993      | ВЛ, ГМ, Л        |
| Аґрусова                       | вулиця | | Залізничний             | Кам'янка             | 1958      | ВЛ, ГМ, Л        |
| Азовська                       | вулиця | Филипувка, Поратинськєґо, Балльґассе, Поратинського | Личаківський            | Филипівка            | 1946      | ВЛ, ГМ, Л        |
| Акацієва                       | вулиця | Антикєвічув, Акацйова | Шевченківський          | Мале Голоско         | 1958      | ВЛ, ГМ, Л        |
| Алмазна                        | вулиця | | Залізничний             | Левандівка           | 1957      | ВЛ, ГМ, Л        |
| Алмазова Олекси, генерала      | вулиця | Брюсова, Шмигельського | Шевченківський          | Рясне                | 1993      | ВЛ, ГМ, Л        |
| Алчевської Христини            | вулиця | Вшисткіх Сьвєнтих, Раскової | Шевченківський          | Мале Голоско         | 1992      | ВЛ, ГМ, Л        |
| Ангарна                        | вулиця | Барска (Левандівка), Ганґарова, Ганґарґассе, Гангарова                                                                                                  | Залізничний             | Левандівка           | 1946      | ВЛ, ГМ, Л        |
| Ангелів                        | площа  | Пляц Дикастеріальни, пляц Трибунальскі, пляц Яблоновскєґо, Трибунальпляц, пл. Трибунальська, пл. Народної гвардії ім. І. Франка, пл. Стефана Яворського | Галицький               | Центр                | 2023      | ПСВЛ, ІВЛ, ВП, Л |
| Ангеловича Антіна, митрополита | вулиця | Строха, Строга, Сєдова, Невського (частина) | Залізничний             | Новий Світ           | 1993      | ВЛ, ГМ, Л        |
| Андрея, митрополита            | вулиця | Новий Світ бічна, Святої Терези, Невського | Залізничний             | Новий Світ           | 2004      | ВП, Л            |
| Антоненка-Давидовича Бориса    | вулиця | Фадєєва | Сихівський              | Сихів                | 1991      | ВЛ, ГМ, Л        |
| Антонича Богдана-Ігора         | вулиця | | Сихівський              | Сихів                | 1989      | ВЛ, ГМ, Л        |
| Антоновича Володимира          | вулиця | Оґродніцка, Садівніцка, Задвужаньска, Людендорфштрассе, Сталінградська, Волгоградська, Сталінградської битви                                            | Франківський            | Новий Світ           | 1992      | ВЛ, ГМ, Л        |
| Апостола Данила                | вулиця | Кантемирівська | Залізничний             | Білогорща            | 1991      | ВЛ, ГМ, Л        |
| Аральська                      | вулиця | Зєльона бочна, Стефчика, Штюрмерґассе | Личаківський            | Филипівка            | 1950      | ВЛ, ГМ, Л        |
| Аркаса Миколи                  | вулиця | Морска, Меерґассе, Морська | Франківський            | Кульпарків           | 1993      | ВЛ, ГМ, Л        |
| Арсенальська                   | вулиця | За Збройовньом бочна, Жидовска бочна, За Збройовньом, Ваффенмаґацінґассе, За Збройовнею                                                                 | Галицький               | Центр                | 1946      | ГМ, Л            |
| Арсенича Миколи, генерала      | вулиця | Обозова, Ляґерштрассе, Обозна, Волощака | Галицький               | Центр                | 2024      | ВЛ, ГМ           |
| Архипенка Олександра           | вулиця | Святого Яцка, Шарнгорстґассе, Ушакова | Галицький, Личаківський | Снопків, Штіллерівка | 1991      | ВЛ, ГМ, Л        |
| Архівна                        | вулиця | Бернардиньска вижша, Бернардиньска пшечніца, Бернардинська, Валова бічна                                                                                | Галицький               | Центр                | 1993      | ВЛ, ГМ, Л        |
| Архітекторська                 | вулиця | Захар'євіча, Юстус Лібіґґассе, Захар'євича | Залізничний             | Новий Світ           | 1946      | ВЛ, ГМ, Л        |